# Dragan Černetič
Dragan Černetič, slovenski politik, poslanec in ekonomist, * 31. marec 1931, † 5. julij 2017.
Leta 1992 je bil izvoljen v 1. državni zbor Republike Slovenije; v tem mandatu je bil član naslednjih delovnih teles:
- Komisija za peticije (podpredsednik),
- Odbor za notranjo politiko in pravosodje,
- Odbor za zdravstvo, delo, družino in socialno politiko,
- Odbor za mednarodne odnose in
- Preiskovalna komisija za parlamentarno preiskavo o vpletenosti in odgovornosti javnih funkcij v zvezi z najdbo orožja na mariborskem letališču.